# Laura Weissmahr
María Laura Weissmahr (Tarifa, Cadiz, 1992), profesionalmente como Laura Weissmahr, es una actriz española. Ganadora del Premio Goya Mejor actriz revelación 2025, por Salve María. 

## Trayectoria
Con ascendencia suiza e italiana, domina el catalán, el español, el alemán, el inglés, el italiano y el francés.
Estudió interpretación en Escola d’Art Dramàtic Eòlia de Barcelona, y se graduó en Producción de cine y televisión (Film and Television Production) en la Universidad de Westminster, Reino Unido.
Trabajó en varios proyectos de documental hasta que debutó como actriz en la película Júlia Ist (2017) de Elena Martín Gimeno. Rodó diversos cortometrajes y en 2020 estrenó el largometraje La ofrenda junto a Àlex Brendemühl y Verónica Echegui, y No matarás, de David Victori, con Mario Casas.
En teatro, con el Colectivo VVAA al que pertenece, representó las obras Like si lloras (2017), Wohnwagen (2018), y Baby no more (2014, Teatro Nacional de Cataluña). Además, formó parte del elenco como actriz, cantante y creadora en la performance Pussy Picnic ( 2019) y coescribió y codirigió Arcas 2020 (2021-22).También estrenó Falseftuff. La muerte de las musas en el Centro Dramático Nacional (2023). Hizo varias performances con Jordi Colomer, como ¡Únete! Join Us! (2017) para el Pabellón de España en la Bienal de Venecia y The Spanish Coast, en ARCO Madrid 2018.y en MACBA en 2024.
En 2021 protagonizó el videoclip Perra de Rigoberta Bandini.
En 2024, rodó Los aitas, película de Borja Cobeaga,y estrenó como protagonista, Salve María, película dirigida por Mar Coll, y por la que ganó diversos premios, entre ellos, el Premio Goya Mejor actriz revelación 2025. y el Premio Gaudí intérprete revelación 2025.

## Cine
- Júlia ist (2017)
- Ama (2019) Cortometraje
- Gang (2020) Cortometraje
- Lucky Strike (2020) Cortometraje
- L'ofrena (La ofrenda, 2020)
- No matarás (2020)
- Alopècia androgènica (2021) Cortometraje
- Salve María (2024)[11]
- Los aitas (2025)

## Televisión
- Vida perfecta (2019, Movistar+) Serie. 2 episodios
- Drama (2020, RTVE Playz) Serie. 2 episodios
- Fanático (2022, Netflix)  Serie. 4 episodios
- La Ruta (2022, Atresplayer) Serie. 2 episodios
- Cardo (2021, Atresplayer) Serie de TV1 episodio

## Premios
Premios Goya
| Año  | Categoría               | Película    | Resultado |
| ---- | ----------------------- | ----------- | --------- |
| 2024 | Mejor actriz revelación | Salve María | Ganadora  |

Premios Sant Jordi
| Año  | Categoría                         | Película    | Resultado |
| ---- | --------------------------------- | ----------- | --------- |
| 2024 | Mejor actriz en película española | Salve María | Ganadora  |

Semana Internacional de Cine de Valladolid
| Año          | Categoría    | Película    | Resultado |
| ------------ | ------------ | ----------- | --------- |
| 69.ª Seminci | Mejor actriz | Salve María | Ganadora  |

- Premio Gaudí intérprete revelación 2025, por Salve María.[13]